# Drágavilma
Drágavilma (Vima Mică) település Romániában, Máramaros megyében.

## Fekvése
Máramaros megyében, Magyarlápostól délkeletre fekvő település.

## Nevének eredete
Nevét a szláv vylam szóból származtatják, mely magyar nyelven törés, kőbánya szónak felel meg. Előnevét Drág nevű birtokosáról kapta. Nevének második tagja nevét a falu feletti 776 méter maagasságú hegyről kaphatta, aminek neve szintén Vylam vagy Vylmia volt.

## Története
Drágavilma nevét az oklevelek 1390-ben említették először Vydma néven, majd 1405-ben Vilma, 1543-ban 'Draga-Vilma, 1549-ben Wylmany, 1566-ban Wylma, 1598-ban Dragia-Vilma néven említették.
A falu Kővár tartozéka volt. 1405-ben Zsigmond király oklevelében fordult elő, mikor Kővárt tartozékaival együtt Balk fiainak: Demeternek és Sandrinak, és Drág fiainak: Györgynek és Sandrinnak adományozta. 1424-ben osztozkodásukkor a falu Drág fiainak Györgynek és Sandrinnak jutott. 1475-ös adóösszeírás szerint az elpusztult települések között említették Drágavilmát.
1543-ban Drágffy Gáspáré, majd özvegyéé lett. 1553-ban Drágffy György volt birtokosa. 1556-ban Izabella királyné magvaszakadás miatt Drágfi György birtokát Báthory Györgynek és nejének Báthory Annának és fiuknak Istvánnak adományozta. 1565-ben Báthory György Miksa császár elleni lázadása után feje váltságául Kővárt és tartozékait, köztük Drágavilmát is a császárnak engedte át. 1567-ben II. János király Kővár visszafoglalása után Kővár várát és tartozékait is beregszói Hagymási Kristófnak adományozta. 1585-ben Báthory Zsigmond először két évre, majd 12 évre haszonbérbe adta a települést Herberstein Felicziánnak.
1618-ban Bethlen Gábor erdélyi fejedelemé volt és Szamosújvár várához tartozott. 1618-tól 1668-ig több birtokosa is volt. 1668-ban I. Apafi Mihály fejedelem Teleki Mihálynak adta zálogba.
1786-ban gróf Teleki Ádám volt birtokosa. 1863-ban gróf Teleki Samu örököseié, gróf Teleki Ödön, Ujfalvi Sándor birtoka volt.
Ujfalvi Sándor 1865-ben kelt végrendeletében a kolozsvári magyar színháznak hagyományozta. A végrendelet ellen a gróf Teleki család pert indított, amely Tisza István miniszterelnök közbenjárására a felek megegyezésével zárult.
Drágavilma lakói főként földműveléssel és állattenyésztéssel foglalkoztak.
Az 1800-as évek végén a világtól elzárt kis falu lakóinak több furcsa, babonás szokását jegyezték fel:
- A főleg szarvasmarhát tartó lakosság a szarvasmarhák tejét „hétfőtől-szombatig a házból ki nem adták, mert a gonosz (draku) megrontja tehenüket”.
- Hogy a jég a falu határát el ne verje „a péntek napot megünneplik”, s erre külön harangozót tartottak, aki a legkisebb veszélyesnek látszó felhő láttára harangozni volt köteles.

Az 1886-os összeírás adatai szerint a falu 889 lakosából 875 görögkeleti, 14 izraelita. 1891-ben 802 lakosából 780 görögkeleti, 12 izraelita, 8 görögkatolikus és 2 római katolikus volt.

## Nevezetességek
- Görögkeleti temploma – melyből a községben kettő is van. Az egyik 1802-ben épült, a másik 1832-ben.